# Thompson Branch (Silver Fork)
Der Thompson Branch ist ein Fluss im Boone County in der Mitte des US-Bundesstaates Missouri. Er entspringt etwa 3,5 Kilometer südöstlich von Sturgeon und fließt anschließend in südwestliche Richtung, wo er zwei Kilometer östlich der U.S. Route 63 in den Silver Fork mündet. Die Flusslänge beträgt 24,1 Kilometer.